# Hemsut

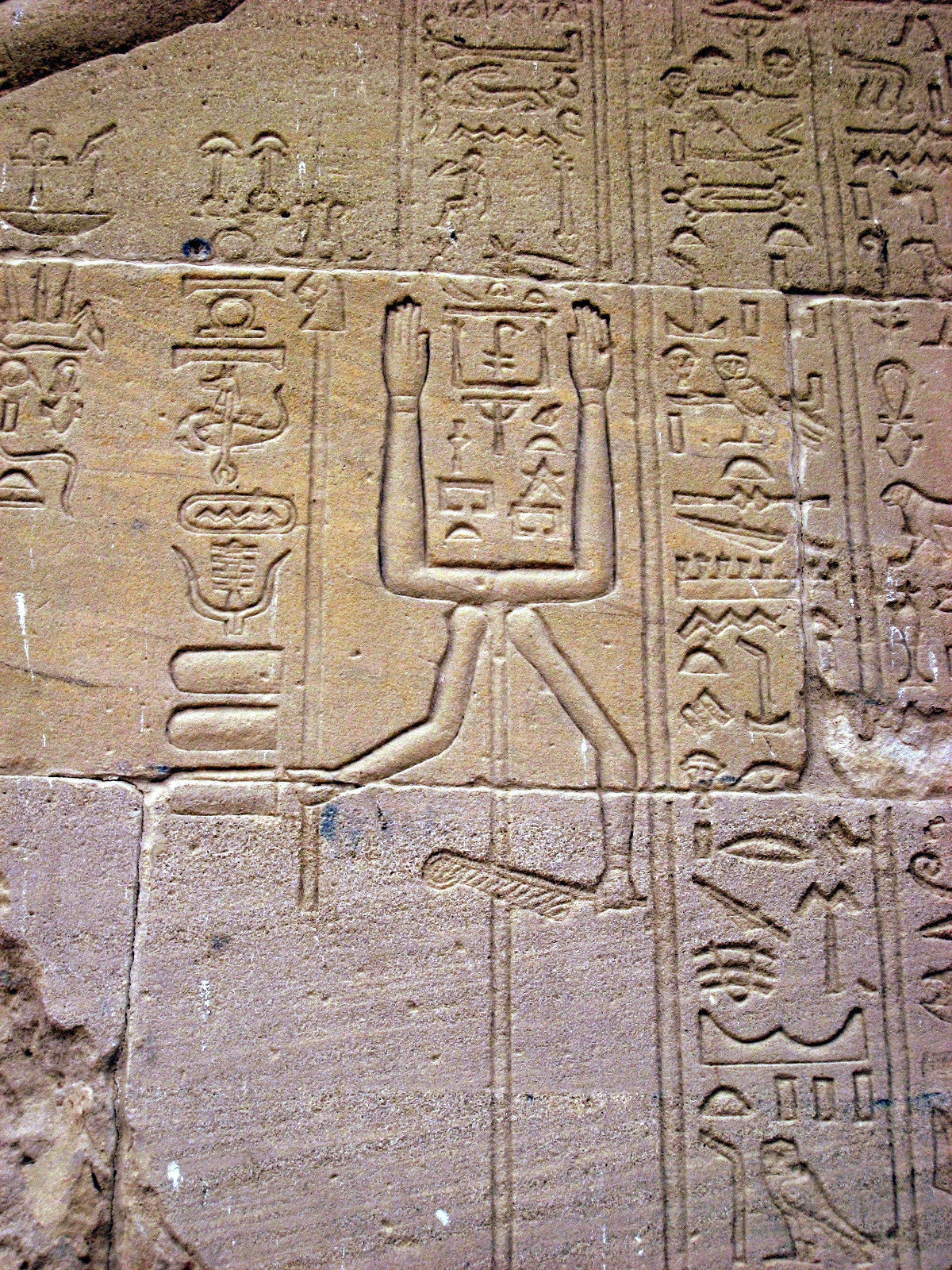
Il ka, simboleggiato dal geroglifico delle due braccia alzate (D28), qui personificato e perciò con altre braccia.

Le Hemsut (o Hemuset) sono divinità egizie appartenenti alla religione dell'antico Egitto, dee del fato strettamente connesse al concetto di ka (traducibile solo approssimativamente con "anima" o "forza vitale"): mentre il ka era essenzialmente concepito come una forza maschile, le Hemsut ne erano la controparte femminile; erano inoltre venerate come personificazioni della potenza creatrice dell'abisso primordiale (Nun, pure identificato come un dio) da cui avrebbe avuto origine al mondo. 
Erano generalmente raffigurate come donne dal capo sormontato da uno scudo con due archi intrecciati (il medesimo copricapo divino di Neith, dea guerriera, cacciatrice e tessitrice a loro collegata); potevano occasionalmente essere immaginate come donne inginocchiate con un bambino fra le braccia. Nella città di Menfi, sede di elaborazioni teologiche di primaria importanza, le Hemsut erano ritenute figlie del dio-creatore Ptah; a Sais, centro del culto di Neith, erano appunto assimilate a questa dea che le avrebbe tratte dalle acque dell'abisso primordiale. 